# 磐城太田車站
37°36′16.96″N 140°59′30.35″E / 37.6047111°N 140.9917639°E
磐城太田車站（日语：／ Iwaki-ōta eki */?），是東日本旅客鐵道（JR東日本）常磐線的鐵路車站，位於福島縣南相馬市原町區。2011年3月11日發生東日本大地震，此站雖未受海嘯破壞，但因福島第一核電廠事故，車站在該廠的方圓20公里警戒區的邊界，而暫時停業。2012年4月16日起，此站周邊地區放射線下降，已改列為避難指示解除準備區，不再管制人員進出，但仍禁止夜宿。2016年7月12日，原之町車站至小高車站間路段隨著南相馬市南方解除避難指示而恢復列車行駛，此站隨之恢復營業。

## 車站結構
磐城太田站為地面車站，有兩座側式月台、兩股軌道，站房與月台間設有跨線橋。現行的站房於1999年啟用，構造簡單類似公車候車亭。站內設有車票回收箱，及上車站證明的印製機供上車旅客持用。
此站於1898年5月11日開業時名為「高車站」（高駅），同年12月1日起改為現名。1976年起改為簡易委託站（委託車站前商店代售車票），但在1993年起不再簡易委託而成為無人站，由原之町車站管理。2020年3月14日起納入仙台近郊區間及Suica仙台區域。
此站西側為小型聚落，東側有廣闊的田園風景。

### 月台配置
| 月台 | 路線    | 方向 | 目的地           |
| ---- | ------- | ---- | ---------------- |
| 1    | ■常磐線 | 下行 | 原之町、仙台方向 |
| 2    | ■常磐線 | 上行 | 磐城、上野方向   |

## 圖片

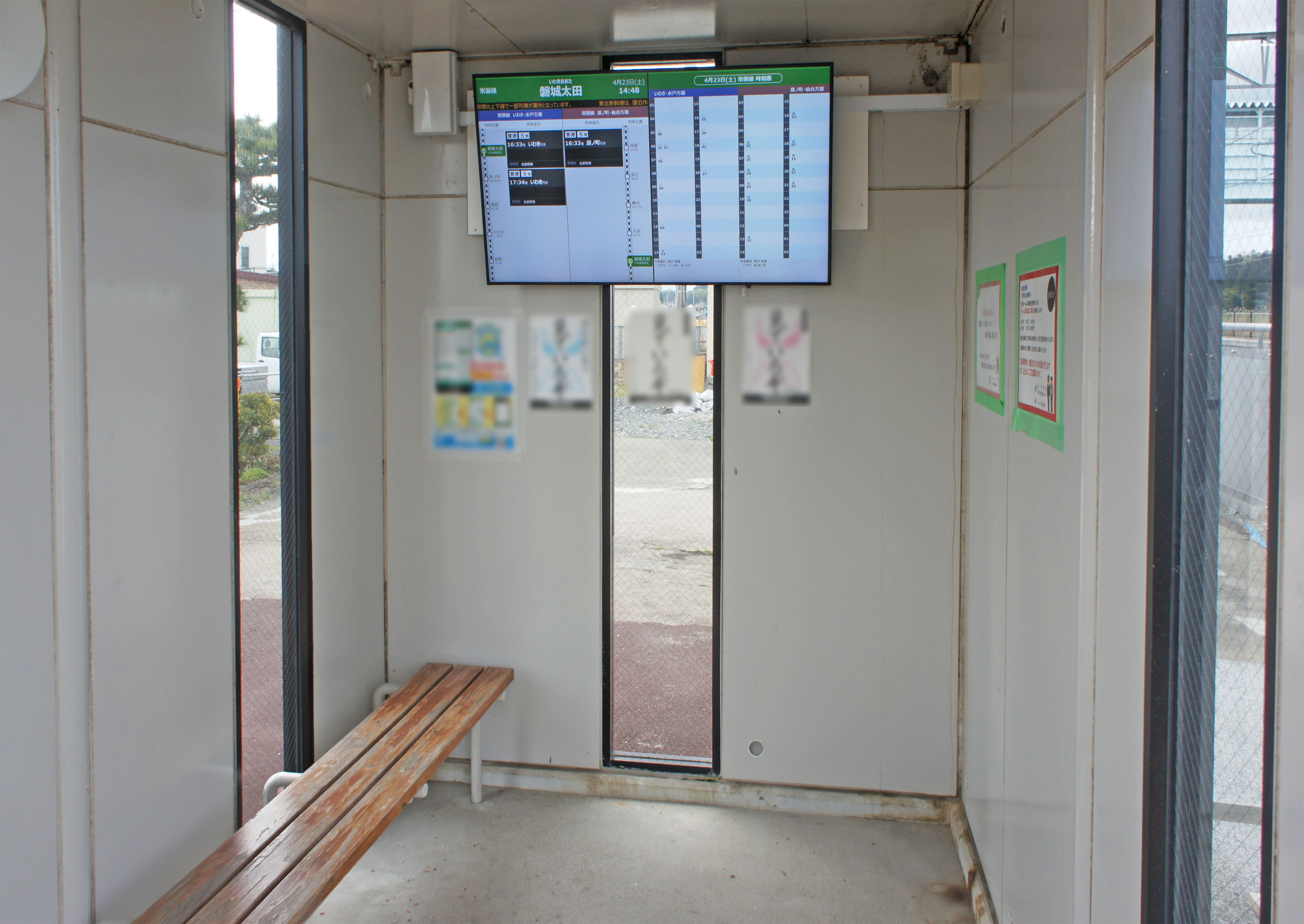
候車室内(2022年4月)
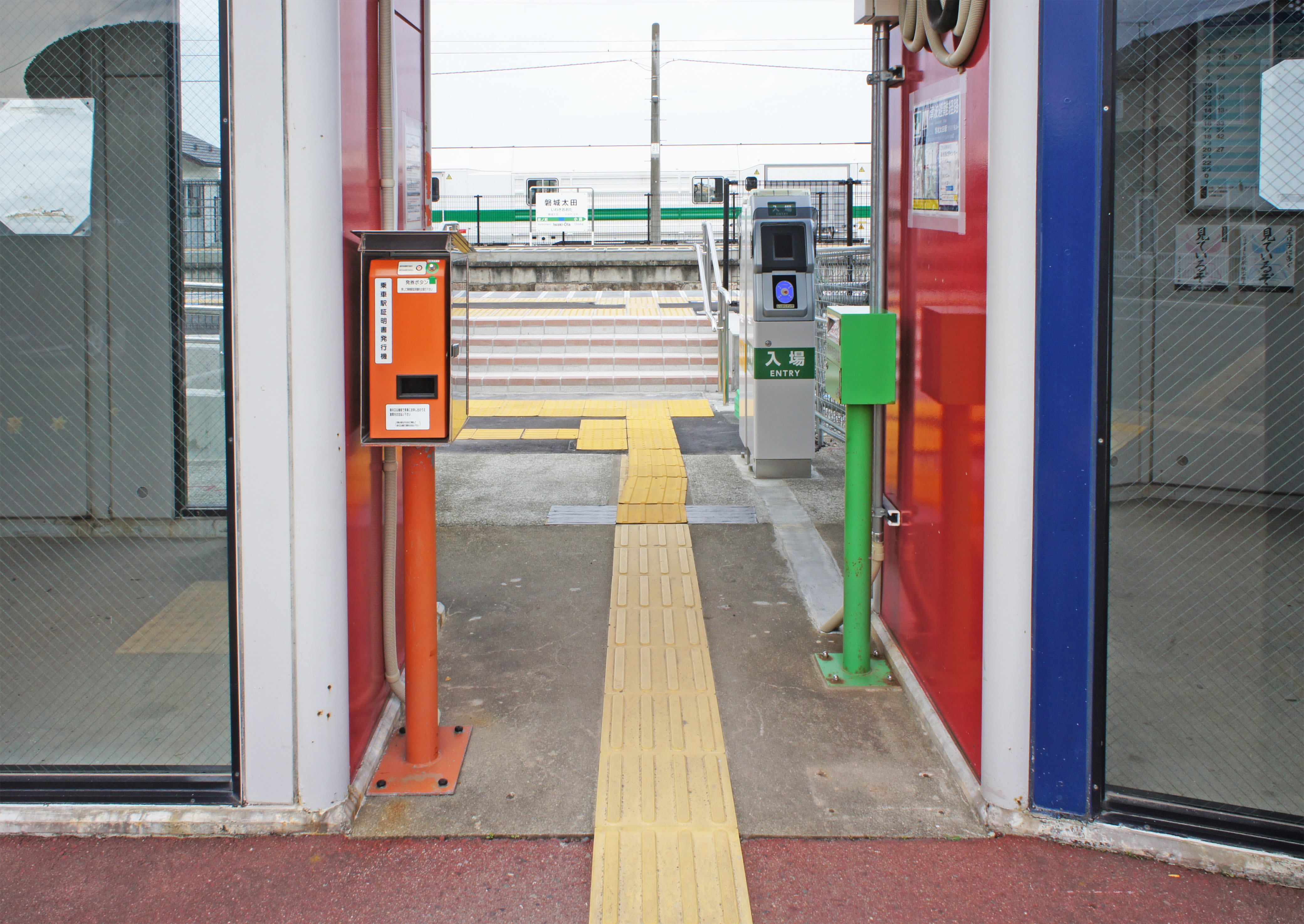
檢票口(2022年4月)
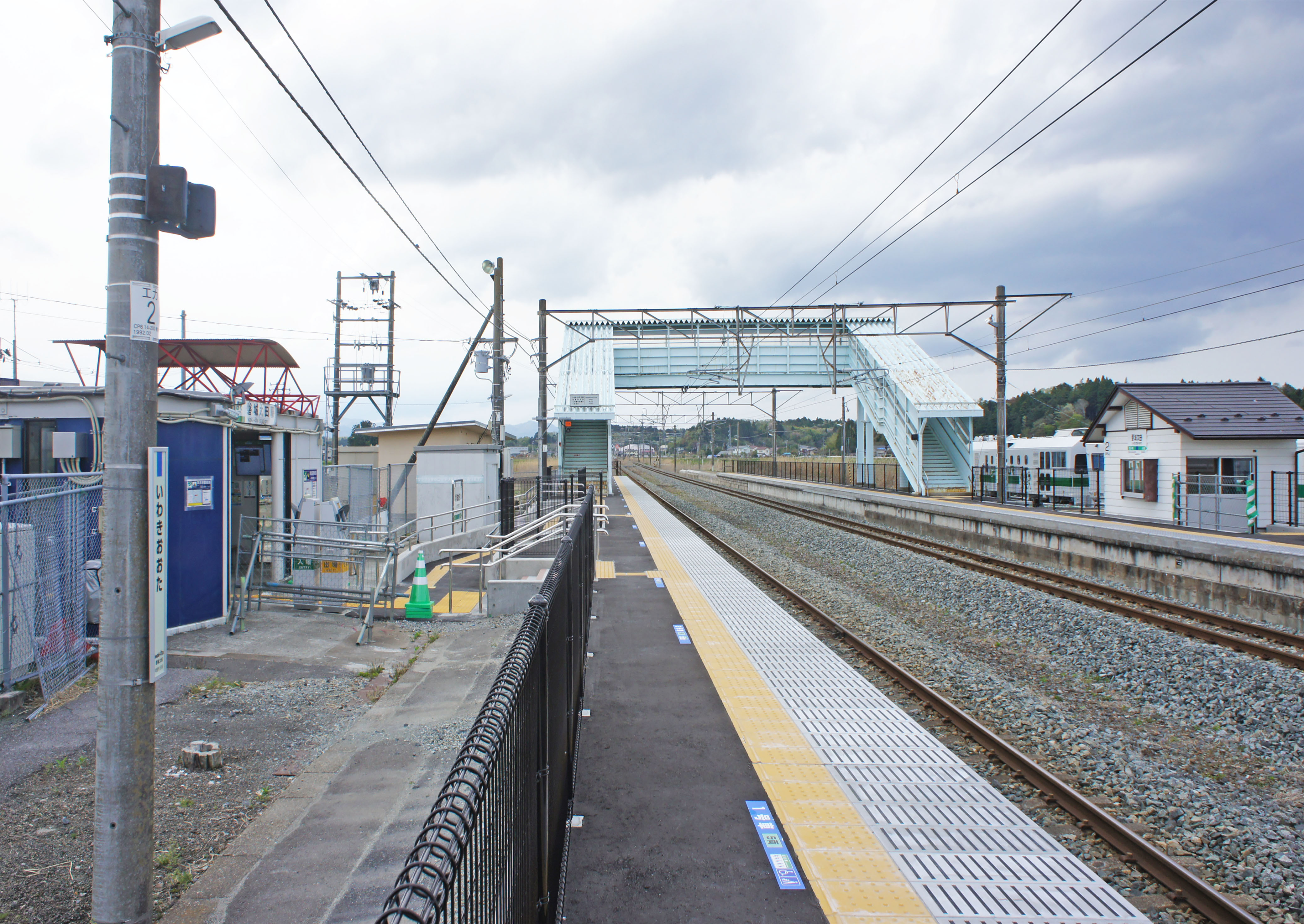
月台（2022年4月）
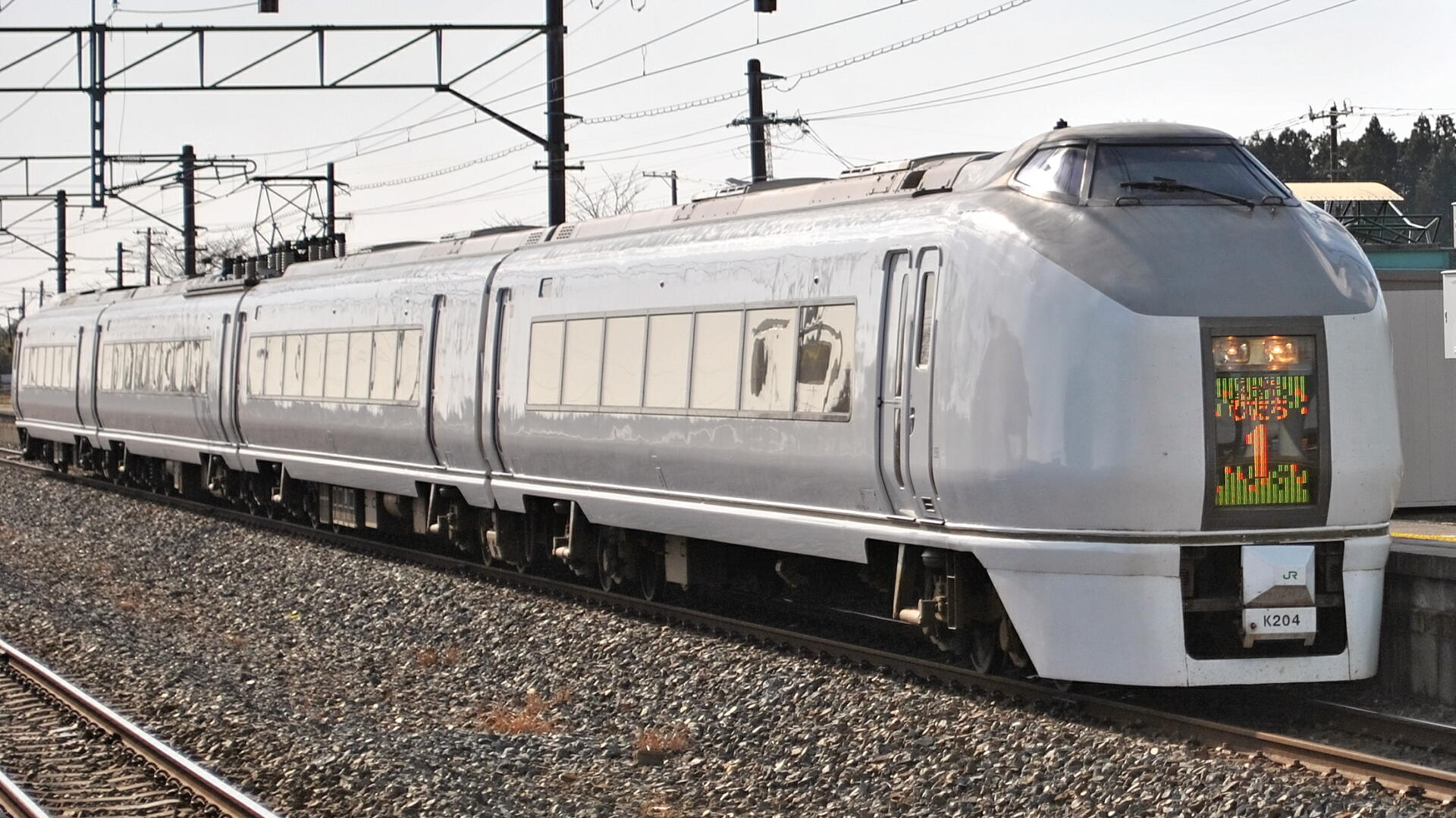
通過磐城太田站，往仙台行駛的超級常陸號列車（スーパーひたち，2010年3月攝）
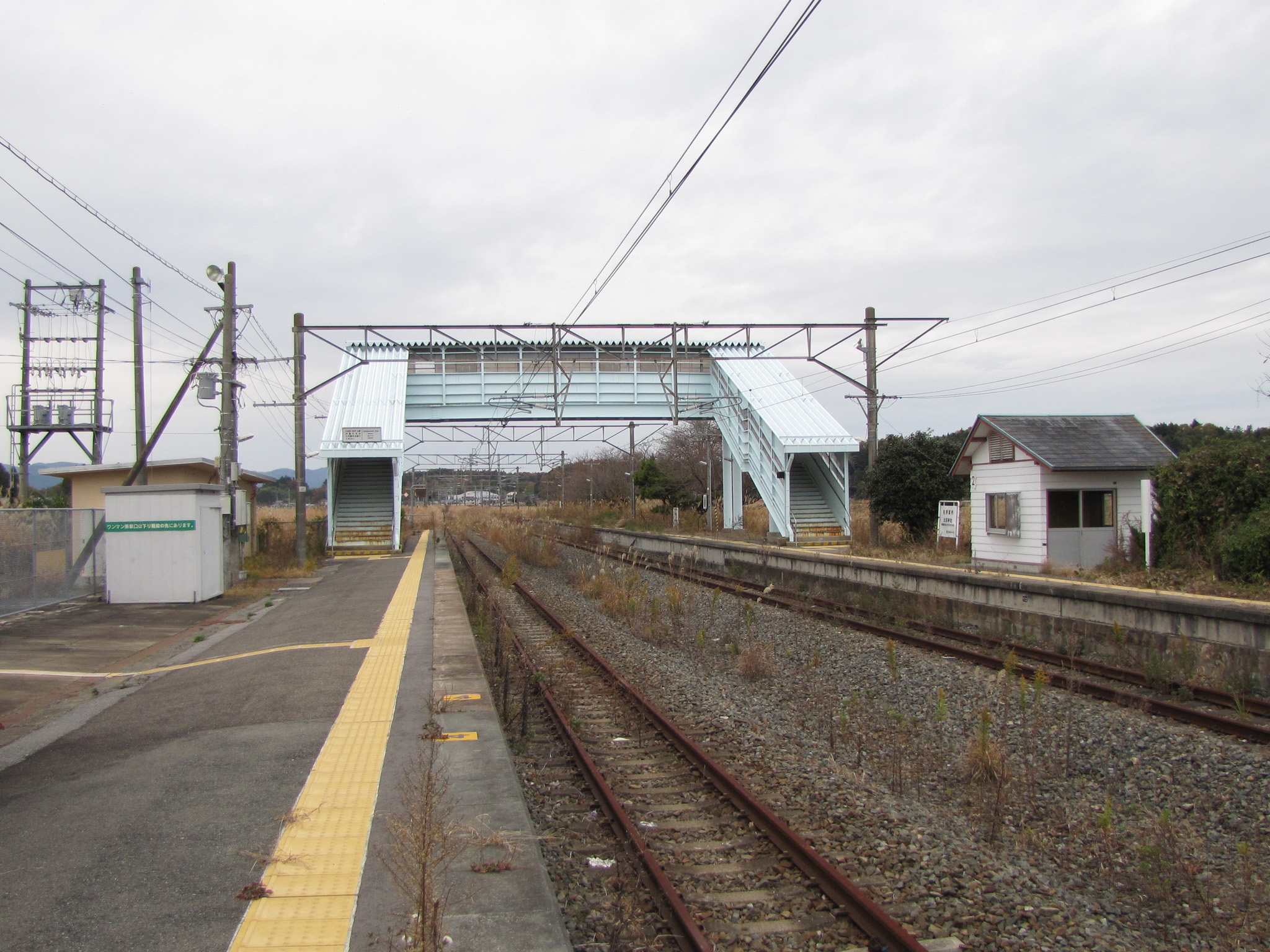
震災後的月台全景（2012年11月）

## 相鄰車站
東日本旅客鐵道
■常磐線
小高－磐城太田－原之町

## 外部連結
- （日語） JR東日本 磐城太田駅 （页面存档备份，存于）